# Jeremy Bloom
Pour les articles homonymes, voir Bloom.
Jeremy Bloom, né le 2 avril 1982 à Fort Collins, est un ancien skieur acrobatique et footballeur américain. Il est le frère de Molly Bloom.

## Palmarès

### Championnats du Monde
- Championnats du monde de 2003 à Deer Valley (États-Unis) :
  -  Médaille d'or en Bosses en Parallèle.
  -  Médaille d'argent en Bosses.
- Championnats du monde de 2005 à Ruka (Finlande) :
  -  Médaille de bronze en Bosses en Parallèle.

### Coupe du monde
- 1 gros globe de cristal :
  - Vainqueur du classement général en 2005.
- 2 petits globe de cristal :
  - Vainqueur du classement bosses en 2002 et 2005.
- 22 podiums dont 10 victoires.